# Thomsoniella apicalis
Thomsoniella apicalis är en insektsart som beskrevs av Matsumura 1912. Thomsoniella apicalis ingår i släktet Thomsoniella och familjen dvärgstritar. Inga underarter finns listade i Catalogue of Life.